# Эдиша (Ходжавендский район)
Эдиша (азерб. Edişə) — село в Гадрутском посёлковом административно-территориальном округе Ходжавендского района Азербайджана.

## Этимология
Название села могло указываться в документах как Едиша, Едише, Идиша, Идишя, Ворднашат,  Вртнашат.
Согласно Энциклопедическому словарю топонимов Азербайджана, название села является этнотопонимом. Согласно этому словарю,  прошлом веке на Северном Кавказе зафиксировано четыре села с названием Эдише. Предполагается, что племя Эдиша пришло в Азербайджан с Северного Кавказа в составе кыпчаков в XII-XIII веках. Согласно этому Словарю, в 19 веке в провинции Карс (Турция) существовал населённый пункт Эдиша. Согласно этому Словарю, с этим этнонимом связан и топоним Эдиса на территории Грузии.

## География
Посёлок Гадрут и сёла Чинарлы, Дагдёшю, Эдиша, Гырмызыгая, Гочбейли, Тагасер входят в состав Гадрутского посёлкового административно-территориального округа Ходжавендского района, при этом посёлок Гадрут является центром этого посёлкового административно-территориального округа. Село расположено в предгорьях, на юго-восточном склоне Карабахского хребта, в 3 км от посёлка Гадрут, в 32 км к юго-западу от районного центра — города Ходжавенд, в 68,63 км от города Ханкенди. Имеет площадь 486,19 га, из которых 365,74 га сельскохозяйственные угодья, 51,16 га лесные угодья.

## История
До вхождения с состав Российском империи село было в составе Дизакского магала Карабахского ханства.
Епископ Армянской Апостольской церкви Макар Бархударянц, говоря о селе, отмечает:
— «Жители Ворднашата — переселенцы из города Мил, земли княжеские и мало пригодные... Церковь Св. Рипсиме. Дымов — 50, жителей — 385».
В Советское время село входило в состав Гадрутского посёлкового Совета Гадрутского района Нагорно-Карабахской автономной области (НКАО) Азербайджанской ССР.
2 сентября 1991 года на совместной сессии Нагорно-Карабахского областного и Шаумяновского районного Советов народных депутатов была принята Декларация о провозглашении Нагорно-Карабахской Республики в границах Нагорно-Карабахской автономной области (НКАО) и сопредельного Шаумяновского района Азербайджанской ССР.
26 ноября 1991 года Верховный Совет Азербайджанский Республики принял Закон "Об упразднении Нагорно-Карабахской автономной области Азербайджанской Республики". В этом Законе помимо упразднения Нагорно-Карабахской Автономной Области (НКАО), было постановлено в том числе также и переименование Мартунинского района в Ходжаведский, упразднение Гадрутского района и присоединение территории Гадрутского района в состав Ходжавендского района. В настоящее время это село входит в состав Гадрутского посёлкового административно-территориального округа Ходжавендского района Азербайджана.
В результате Карабахского конфликта село в октябре 1992 года было занято армянскими вооружёнными формированиями и попало под контроль непризнанной Нагорно-Карабахской Республики (НКР). Согласно административно-территориальному делению непризнанной республики село называлось Вардашат (арм. Վարդաշատ) и входило в состав Гадрутского района НКР.
15 октября 2020 года, в ходе Второй Карабахской войны, Президент Азербайджана Ильхам Алиев объявил о восстановлении Вооружёнными Силами Азербайджана контроля над селом Эдиша.

## Памятники истории и культуры
В селе расположена церковь Св. Рипсиме (арм. Սուրբ Հռիփսիմե) 1898 года и кладбище 19 века.
На декоративно оформленном тимпане сохранилась дата (1896 год), которая, во всей вероятности, является годом реконструкции, а не строительства, так как на сохранившихся на южной стене солнечных часах присутствует дата 1695 год. Встроенный в южную стену камень носит надпись «Таково название церкви». У порога церкви установлено надгробие с изображением простого креста.
К северу от церкви сохранилось старое кладбище с целыми надгробиями. В советский период церковь использовалась в хозяйственных целях. В период вооруженных действий она не пострадала.
В 2015 году в селе действовали считающаяся властями непризнанной НКР сельская администрация, дом культуры, медпункт, начальная школа, в которой обучалось 27 учащихся.

## Население
По состоянию на 1 января 1933 года в селе проживало 513 человек (82 хозяйства), практически все (99,5%) — армяне. На 1989 год большинство населения составляли армяне. В селе проживало 166 жителей в 2005 году, 51 хозяйство и 162 жителя в 2015 году.
| Год       | 1933 | 2005 | 2008 | 2009 | 2010 | 2015 |
| --------- | ---- | ---- | ---- | ---- | ---- | ---- |
| Население | 513  | 166  | 186  | 191  | 191  | 162  |

## Экономика
В доконфликтный период население села занималось земледелием и животноводством. Село пострадало в результате Карабахского конфликта.

## Известные уроженцы, жители
- Эрван Шамирович Айрапетьянц (17 февраля 1906, Эдиша — 29 марта 1975, Ленинград) — советский физиолог, специалист в области высшей нервной деятельности, доктор биологических наук, профессор, заслуженный деятель науки РСФСР.

- Акопян Аршак Айрапетович[23] (1886, Эдиша — 1960, Ереван) —  доктор медицинских наук (1936), профессор (1939) заслуженный деятель науки Армянской ССР, автор 200 научных работ[24].